# Äthiopische Fußballnationalmannschaft (U-17-Junioren)
Die äthiopische U-17-Fußballnationalmannschaft ist eine Auswahlmannschaft äthiopischer Fußballspieler. Sie unterliegt der Ethiopian Football Federation und repräsentiert sie international auf U-17-Ebene, etwa in Freundschaftsspielen gegen die Auswahlmannschaften anderer nationaler Verbände, bei U-17-Afrikameisterschaften und U-17-Weltmeisterschaften.
Für eine Weltmeisterschaft konnte sich die Mannschaft bislang nicht qualifizieren.
Bei Afrikameisterschaften erreichte sie 1997 das Halbfinale. Dieses verlor sie gegen den späteren Afrikameister Ägypten. Im anschließenden Spiel um Platz drei unterlag sie Ghana.
2001 und 2003 schied sie jeweils in der Vorrunde aus.

## Teilnahme an U-17-Weltmeisterschaften
(Bis 1989 U-16-Weltmeisterschaft)
| 1985 | nicht qualifiziert |
| 1987 | nicht qualifiziert |
| 1989 | nicht qualifiziert |
| 1991 | nicht qualifiziert |
| 1993 | nicht qualifiziert |
| 1995 | nicht qualifiziert |
| 1997 | nicht qualifiziert |
| 1999 | nicht qualifiziert |
| 2001 | nicht qualifiziert |
| 2003 | nicht qualifiziert |
| 2005 | nicht qualifiziert |
| 2007 | nicht qualifiziert |
| 2009 | nicht qualifiziert |
| 2011 | nicht qualifiziert |
| 2013 | nicht qualifiziert |
| 2015 | nicht qualifiziert |
| 2017 | nicht qualifiziert |
| 2019 | nicht qualifiziert |
| 2021 | –                  |
| 2023 | nicht qualifiziert |

## Teilnahme an U-17-Afrikameisterschaften
| 1995 | nicht teilgenommen |
| 1997 | 4. Platz           |
| 1999 | nicht qualifiziert |
| 2001 | Vorrunde           |
| 2003 | Vorrunde           |
| 2005 | nicht qualifiziert |
| 2007 | nicht qualifiziert |
| 2009 | nicht teilgenommen |
| 2011 | nicht qualifiziert |
| 2013 | nicht qualifiziert |
| 2015 | nicht qualifiziert |
| 2017 | nicht qualifiziert |
| 2019 | nicht qualifiziert |
| 2021 | –                  |
| 2023 | nicht qualifiziert |